# Critoniopsis aristeguietae
Critoniopsis aristeguietae là một loài thực vật có hoa trong họ Cúc. Loài này được (Cuatrec.) H.Rob. mô tả khoa học đầu tiên năm 1994.